# Ion Bordea
Ion Bordea, menționat în unele surse ca Ioan Bordea, (n. 5 august 1871, Tărlungeni, Brașov – d. 8 mai 1947) a fost un medic român, membru al delegației trimise de guvernul Vechiului Regat al României la Marea Adunare Națională de la Alba Iulia din 1 decembrie 1918. A fost directorul Serviciului sanitar al României și senator de drept în Parlament.

## Viața și activitatea
Ion Bordea s-a născut la 5 august 1871 (sau, după alte surse, la 3 august 1874) în satul Tărlungeni din comitatul Brașov. Părinții lui au fost Grigore și Maria Bordea, țărani români. A urmat clasele primare la școala confesională din comună și liceul la Brașov (actualul Colegiu Național „Andrei Șaguna”). Din 1898 a urmat cursurile Facultății de Medicină din București, obținând titlul de doctor cu teza „Docimazia hepatică” sub conducerea lui Mina Minovici.
Din 1902 a funcționat ca medic rural în județul Vaslui, iar apoi ca medic primar al aceluiași județ. Spirit umanist și profund democratic, a luat apărarea țăranilor răsculați arestați în 1907, atrăgându-și caracterizarea de „socialistul”. Experiența sa de medic de plasă este descrisă ulterior în termeni dramatici în memoriile sale Zile trăite, din amintirile unui fost medic rural, publicate în 1938.
În Primul Război Mondial (1916-1918), a fost mobilizat în cadrul armatei române cu gradul de medic maior și trimis la spitalele de răniți din Odesa și Poltava. A contractat o gravă congestie pulmonară, iar după însănătoșire i s-a încredințat sarcina de a coordona Serviciul sanitar civil și cel al armatei, într-o perioadă dificilă, afectată de epidemia de tifos exantematic.

### Conducerea Serviciului sanitar
A fost directorul Serviciului Sanitar al României și  autorul renumitului tratat „Serviciul Sanitar al României și Igienă Publică între anii 1905-1922“. A făcut parte din Liga „Deșteptarea", fondată în 1912, sub patronajul lui Spiru Haret și al lui Ion Cantacuzino, pentru a milita în vederea ridicării social-economice și culturale a țărănimii.

## Scrieri

Coperta lucrării Din mărețele zile ale neamului, 1919

- Sfaturi pentru păstrarea sănătăței, Institutul de arte grafice „Speranța”, București, 1908
- Sfaturi și învățături pentru femeile lehuze, Institutul de arte grafice „Speranța”, București, 1909
- Din mărețele zile ale neamului. „Unirea” în Ardeal, Institutul de arte grafice C. Sfetea, București, 1919
- Serviciul sanitar al României și igiena publică între anii 1905-1922, Tipografia „Cultura”, București, 1924
- Zile trăite, din amintirile unui fost medic rural, în „România Medicală”, nr. 34, Institutul de arte grafice „Eminescu” S.A., București, 1938
- Salvarea - Brașov după zece ani de activitate, Institutul de arte grafice „Astra”, Brașov, 1939